# Antonio Enrique Pérez Luño
Antonio Enrique Pérez Luño (Barcelona, 1944) es un  jurista y filósofo del derecho español. Su pensamiento es de un iusnaturalismo crítico y dinámico.

## Carrera académica
Bajo la supervisión del gran historiador de la filosofía jurídica, Guido Fassò (:w:it), se doctoró en Derecho por la Universidad de Bolonia.
Cursó estudios posdoctorales en las Universidades de Coímbra, Trieste, Friburgo de Brisgovia y Estrasburgo. Fue becario del Max Plank Institut (Heidelberg) y del Fondo para la Investigación Económica y Social de la CECA.
Habiendo obtenido, por oposición, la cátedra de filosofía del Derecho de la Universidad de Sevilla, fue, entre 1983 y 1988, Decano de la Facultad de Derecho de dicha Universidad. Ha sido igualmente miembro del Consejo Nacional de Educación, del Instituto de Derechos Humanos de la Universidad Complutense de Madrid, del consejo científico de Informatica e Diritto, de Florencia, y del Consejo ejecutivo del Centro de Análisis, Lógica e Informática Jurídica (CALIJ), creado por
Miguel Sánchez-Mazas Ferlosio. Es Presidente de la Fundación Cultural «Enrique Luño Peña». Ha sido profesor de los cursos de doctorado de la Universidad Carlos III de Madrid y de la Universidad La Sapienza de Roma. Es miembro correspondiente a la Real Academia de Ciencias Morales y Políticas y académico de la Real Academia Sevillana de Legislación y Jurisprudencia.
Encabeza el grupo de investigación «Informática, Lógica y Derecho», habiendo sido investigador principal de once proyectos de investigación. También ha dirigido cinco tesis doctorales sobre temas como el derecho al patrimonio cultural, el estudio de las relaciones entre el Derecho y las nuevas tecnologías de la informática, la protección del derecho a la libertad informática en la Unión Europea, la participación de los trabajadores en los órganos de las sociedades de capitales y la paz internacional.
Antonio Enrique Pérez Luño ha sido galardonado con el Premio «Derechos Humanos» otorgado por el Ilustre Colegio de Abogados de Sevilla y por el Premio Fama a la trayectoria investigadora otorgado por la Universidad de Sevilla.

## Doctrina iusfilosófica

### La concepción de los derechos fundamentales del hombre
El eje de la doctrina filosófico-jurídica de Pérez Luño es la reflexión sobre los derechos fundamentales del hombre.
A diferencia de las corrientes predominantes en la filosofía jurídica española contemporánea, Pérez Luño se decanta por una rehabilitación del Derecho natural.
Pérez Luño estudia el recorrido histórico del reconocimiento de los derechos naturales del hombre, enraizados en las corrientes de la filosofía naturaleza humanista, desde el estoicismo hasta Kant, sin olvidar a los eslabones intermedios: la gran tradición de la filosofía jurídica hispana del Siglo de Oro (Vitoria, Las Casas, Francisco Suárez y Gabriel Vázquez) y la de sus herederos, los grandes pensadores de la Ilustración, como Locke, Pufendorf y Rousseau.
Pero su iusnaturalismo va a caracterizarse, no obstante, por una mediación sustancial: las teorías de la racionalidad práctica deliberativa de Jürgen Habermas y Karl-Otto Apel, así como la reelaboración ius-filosófica que, a partir de tales teorías, lleva a cabo Robert Alexy.
Eso determina que el iusnaturalismo de Pérez Luño se aparte de la tradición de la filosofía perenne, que anclaba el reconocimiento de unos derechos naturales del hombre en unas verdades objetivas, de índole ontológica o metafísica, con la carga que ello implicaba. Pérez Luño prescinde de tales fundamentos ontológicos para quedase con la fundamentación intersubjetiva de un procedimentalismo no formalista.
Otro rasgo del iusnaturalismo de Pérez Luño es su carácter dinámico, que es correlativo a la fundamentación intersubjetiva. Está claro que van variando con el paso del tiempo los contenidos del consenso intersubjetivo que cabe alcanzar a través de un debate racional, al compás de modificaciones de la vida social y de las circunstancias históricas.

### Constitucionalización y derechos sociales
Lo más característico de la doctrina filosófico-jurídica de Pérez Luño es su estrecho vínculo con la cuestión de la positivación constitucional de los derechos humanos. La historia en sí del reconocimiento teórico de los derechos naturales del hombre no tendría la relevancia que de hecho tiene sin la historia de su incorporación a normas jurídicas fundamentales. El primer paso en tal dirección lo dieron las constituciones de los Estados, empezando por las dos primeras Constituciones francesas de 1791 y 1793 (girondina, la primera, y jacobina, la segunda). Ulteriormente se alcanza, en los instrumentos de Derecho internacional —como la Declaración de la ONU de 1948—, la plenitud que les corresponde como derechos universales.
Para Pérez Luño los derechos del hombre necesitan al Estado de derecho como marco para su respeto y salvaguardia, a la vez que tal Estado sólo se configura como tal por el reconocimiento y la tutela de esos derechos. Esa mutua necesidad no obsta para la posibilidad de colisiones, ya que algunas veces la demanda del pleno respeto a un derecho fundamental puede entrar en conflicto con el robustecimmiento del propio Estado protector. Los derechos fundamentales resultan del consenso entre las diferentes fuerzas sociales, sin el cual carecería de legitimidad el Estado de derecho, al carecer de posibilidad la sociedad democrática.
Similarmente, Pérez Luño analiza los conflictos entre justicia y seguridad jurídica, que son igualmente superables, precisamente porque, en última instancia, uno de esos dos valores no puede realizarse sin el otro, lo cual determina que tienen que ser armonizables: la seguridad jurídica injusta deja de ser jurídica, mientras que una justicia sin seguridad no es ni siquiera justicia.
Merece ponerse de relieve que esa teoría de los derechos fundamentales del hombre de Pérez Luño no desdeña ni relega a un rango inferior —el de meras pautas programáticas— los derechos de bienestar (o de prestación), sino que, al revés, recalca su condición de genuinos derechos positivos, su justiciabilidad y su eficacia. Pérez Luño cuestiona la tradicional dicotomía entre libertades individuales y derechos sociales, atendiendo a su fundamentación, su formulación y su tutela. En relación con el caso concreto de los derechos sociales en la Constitución española de 1978, Pérez Luño sostiene que la diferencia de medios de tutela entre diferentes derechos recogidos en el Título I no implica negar su condición de derechos fundamentales. Todos son vinculantes, aunque no todos lo sean justiciables del mismo modo.

## Obras
- «¿Qué significa juzgar?», DOXA - Cuadernos de Filosofía del Derecho N.º 32 - Año 2009. ISSN 0214-8676	 pp. 151-176.
- La seguridad jurídica. Barcelona	 Ariel	 1991. ISBN 84-344-1566-6.
- Derechos Humanos, Estado de Derecho y Constitución. Madrid. Tecnos. 2010. ISBN 978-84-309-4284-8 (9.ª edición).
- Nuevos Retos del Estado Constitucional: Valores, Derechos, Garantías. Madrid. Universidad de Alcalá. 2010.
- Kelsen y Ortega: Positivismo Jurídico y Raciovitalismo en la Cultura Jurídica Atual. Lima. Cuadernos del Rectorado de la Universidad Inca Garcilaso de la Vega. 2009.
- Los Derechos Fundamentales. Madrid. Tecnos. 2007. ISBN 978-84-309-4557-3
- La Tercera Generación de Derechos Humanos. Navarra. Thomson - Aranzadi. 2006. ISBN 84-9767-640-8.
- Lecciones de Filosofía del Derecho: Presupuestos para una Filosofía de la Experiencia Jurídica. Sevilla. Mergablum Edición y Comunicación. 2006. ISBN 84-95118-18-1.
- Teoría del Derecho: Una concepción de la experiencia jurídica. Madrid. Tecnos. 2006. ISBN 978-84-309-4951-9.
- Derechos Humanos, Estado de Derecho y Constitución. Madrid. Tecnos. 2005. ISBN 978-84-309-4284-8.
- Trayectorias contemporáneas de la filosofía y la teoría del Derecho. Sevilla. Editorial Tébar, S. L. 2003. ISBN 84-7360-253-6.
- La universalidd de los derechos y el Estado constitucional. Bogotá. Universidad Externado de Colombia. 2002.
- «Razón Jurídica y Libertades en la Constitución de Cádiz de 1812». En Memoria de 1808: Las Bases Axiológico-Jurídicas del Constitucionalismo Español, coordinado por Lorenzo Peña y Txetxu Ausín. Madrid. Plaza y Valdes, 2009, ISBN 978-84-92751-47-1, pp. 155-176.
- «La positividad de los Derechos Sociales». En Los derechos positivos: Las demandas justas de acciones y prestaciones, coordinado por Lorenzo Peña y Txetxu Ausín, ISBN 978-84-00-08504-9. Madrid. Plaza y Valdes, 2006, pp. 107-134.